# Ostrowite (powiat świecki)
Ostrowite – (niem. Ebensee) wieś w Polsce położona w województwie kujawsko-pomorskim, w powiecie świeckim, w gminie Lniano.
W latach 1975–1998 miejscowość należała administracyjnie do województwa bydgoskiego.
Na terenie sołectwa znajdują się liczne pomniki przyrody:
| Nr | Nazwa             | Sztuk | Obwód       | Lokalizacja                 |
| 1. | Cis pospolity     | 2     | 100, 100 cm | park                        |
| 2. | Dąb szypułkowy    | 1     | 350 cm      | park                        |
| 3. | Lipa drobnolistna | 1     | 401 cm      | brzeg jeziora Błądzimskiego |
| 4. | Dąb szypułkowy    | 1     | 300 cm      | park                        |
| 5. | Lipa drobnolistna | 2     | 325, 393 cm | park                        |
| 6. | Grab zwyczajny    | 1     | 260 cm      | park                        |
| 7. | Wiśnia ptasia     | 1     | 124 cm      | park                        |
| 8. | Lipa drobnolistna | 1     | 340 cm      |                             |